# Falseabilidade da evolução
Falseabilidade da Evolução se refere à possibilidade de a Teoria da Evolução das Espécies poder ser mostrada refutável. A falseabilidade é propriedade importante de uma teoria cientíﬁca. 
Criacionistas e críticos da teoria evolutiva, por vezes, aﬁrmam que a evolução e descendência comum não podem ser falseadas e, consequentemente, não seriam teorias científicas. Em outros casos, defensores do design inteligente insistem que não há maneira de falsear a evolução porque qualquer nova evidência só se torna “evolução na ação” de qualquer maneira.
Isso, no entanto, não é o caso, pois há inúmeras evidências que poderiam falsear a evolução. A evidência mais direta de que a teoria evolutiva é falseável pode ser as palavras originais de Charles Darwin, que coloca sua teoria em teste, mostrando o meio pelo qual ela poderia ser refutada:
| “ | Se pudesse ser demonstrado que algum órgão complexo existiu e que não poderia ter sido formado por leves modificações numerosas e sucessivas, minha teoria seria absolutamente destruída. | ” |

As aﬁrmações feitas pelos criacionistas podem ser devidas a um mal-entendido que há entre o conceito de “ser falseado” e “ser falsiﬁcado”. Críticas mais inteligentes à falseabilidade da evolução se concentram em como novas evidências (como novos dados fósseis ou climatológicos) sempre levam à evolução e nunca ao contrário, mesmo quando teorias sobre especificidades do desenvolvimento de uma espécie mudam significativamente à luz da evidência. No entanto, este é um caso de ciência que tem nada a ver com falseabilidade em si.

## Fatos que podem falsear a evolução das espécies
Uma característica central da ciência é que ela deve ser falseável. Essa característica de uma teoria é atribuída a Karl Popper, que o mencionou em uma crítica ao darwinismo. 
Falsear a evolução requer primeiramente olhar o que a teoria prediz e ver onde pode ser mostrada a fazer previsões incorretas. É fácil confundir aspectos especíﬁcos da teoria evolutiva, tais como os caminhos evolutivos individuais de certas características, com o que falsearia a Teoria Geral da Evolução pela Seleção Natural. Na verdade, muitos criacionistas fazem isso sempre que uma nova descoberta é feita na biologia podendo fazer com que cientistas repensem alguns pedaços da evolução. Para evitar esse problema, é melhor ser claro sobre o que é evolução e que ela baseia-se em três princípios principais: variação, herdabilidade e seleção. Dados estes três princípios, pelos quais a evolução deve ocorrer, se qualquer um destes foi provado ser falho então a teoria seria insustentável. 
Consequentemente biólogos afirmam que qualquer um dos seguintes falsearia a teoria:
- Se puder ser mostrado que mutações não ocorrem.
- Se puder ser demonstrado que, embora as mutações ocorram, elas não se acumulem devido a algum mecanismo que as impeça de se acumularem[13].
- Se puder ser demonstrado que, embora as mutações se acumulem, nenhuma mutação pode ser transmitida através das gerações.
- Se puder ser demonstrado que, embora as mutações sejam transmitidas, nenhuma mutação pode produzir os tipos de alterações fenotípicas que impulsionam a seleção natural .
- Se puder ser demonstrado que a seleção ou as pressões ambientais não favorecem o sucesso reprodutivo de indivíduos melhor adaptados.
- Se puder ser demonstrado que, embora a seleção ocorra, os indivíduos melhor adaptados não formam populações de novas espécies a qualquer momento[4].
- Se puder ser demonstrado que uma espécie se manteve imutável ao longo dos anos, desde sua origem até a atualidade (através de um registro fóssil estático).
- Quimeras verdadeiras, seres que tivessem combinados diversas partes diferentes e de diversas linhagens, e que não pudessem ser explicados por transferência genética (cuja transferência ocorre por pequenas quantidades de DNA entre gerações), ou pela simbiose (que ocorre quando dois organismos se unem, exemplo, os líquens).
- Se puder ser observado um organismo sendo criado por completo por um ser sobrenatural[4]. Dita complexidade irredutível, onde um organismo é formado já equipado por completo e sem versões ancestrais diferentes sem tais equipamentos[9].

### DNA humano falsearia a evolução
Várias outras formas potenciais de falsificar a evolução também foram propostas. Por exemplo, o fato de que os seres humanos têm um par menos de cromossomos do que os grandes macacos ofereceu uma hipótese testável envolvendo a fusão ou divisão de cromossomos de um antepassado comum. A hipótese de fusão foi confirmada em 2005 pela descoberta de que o cromossomo 2 humano é homólogo a uma fusão de dois cromossomos que permanecem separados em outros primatas.   
A afirmação de descendência comum também poderia ter sido refutada com a invenção de métodos de seqüenciamento de DNA. Se verdadeiro, o DNA humano deve ser muito mais semelhante aos chimpanzés e outros grandes macacos, do que a outros mamíferos. Se não, então a Ancestralidade Comum é falseada. A análise de DNA mostrou que os seres humanos e chimpanzés compartilham uma grande porcentagem de seu DNA (entre 95% e 99,4%, dependendo da medida). 

### Fóssil de coelho no pré-cambriano
JBS Haldane afirmou que a existência de “fósseis de coelho no pré-cambriano” refutariam a evolução - e isso tem sido um ponto de discussão na filosofia da ciência há algum tempo. Esta frase é relatada como uma resposta às acusações de que a evolução não é falseável. No entanto, a realidade de refutar a evolução desta maneira é bastante complicada. Como a ciência é baseada em uma interação entre teoria e evidência, um único ponto de dados não é suﬁciente para destruir completamente uma teoria - tanto quanto uma teoria mesmo que excelente não pode vencer caso se direcione contra dados esmagadores. Algo inesperado como encontrar coelhos fossilizados no período pré-cambriano provavelmente não faria com que a ciência descartasse a teoria da evolução completa e imediatamente, mas levaria, sim, à busca de mais explicações. Uma situação semelhante ocorreu no caso do peixe primitivo que foi encontrado fossilizado e data do período cambriano.

### A Segunda Lei da termodinâmica
A Segunda Lei da termodinâmica explica que a energia que pode efetivamente ser transformada em trabalho, em um sistema fechado, nunca aumenta. Portanto, com base essa lei da física as formas de vida primitivas que eram mais simples tendo menos capacidades e sistemas menos complexos, nunca poderiam ter evoluído tornando-se organismos melhor ordenados ao longo do tempo. Assim, tanto a teoria evolutiva e a segunda lei da termodinâmica não poderiam estar ambas corretas.
Contudo, o planeta Terra não é um sistema fechado (a luz do Sol penetra a atmosfera, ilumina e esquenta a Terra). Esse fluxo de energia, e as mudanças de entropia que o acompanha de fato fazem a entropia diminuir localmente na Terra. Porém, todos os três princípios principais da evolução (variação, herdabilidade e seleção) acontecem e a entropia não impede a ocorrência deles. De fato, conexões entre evolução e entropia já foram estudadas profundamente, e a entropia nunca foi um impedimento à evolução. Alguns físicos se propuseram a calcular o impacto da evolução no aumento de entropia da biosfera e suas adjacências e compará-lo com o aporte de energia fornecido pelo sol. Daniel Styler demostrou em seu trabalho que o planeta Terra é banhado por cerca de um trilhão de vezes a quantidade de fluxo de entropia necessária para suportar a evolução da vida complexa. De forma semelhante o físico Emory Bunn mostrou que a evolução da vida complexa existente é perfeitamente compatível com a segunda lei da termodinâmica.